# Magnus Demervall
Per Magnus Demervall, ursprungligen Andersson, född 16 oktober 1981 i Bollnäs, Gävleborgs län, är vd på Företagarna. Demervall är en före detta politiker, tidigare förbundsordförande för Centerpartiets ungdomsförbund (CUF) och tillika före detta kommunalråd i Solna kommun. Han har varit stabschef och politiskt sakkunnig hos Annie Lööf under hennes tid som statsråd på Näringsdepartementet. Han är utbildad högskoleingenjör. 2014 lämnade Demervall politiken och arbetade som krönikör, föreläsare och rådgivare i eget företag. Han var tidigare Centerpartiets policychef och vice vd för energikoncernen Ørsted Sverige. 
Demervall bor i Segersta i Hälsingland. Hans far är egyptier och bosatt i hemlandet.

## Politisk karriär
Demervall valdes 2007 till förbundsordförande i CUF, och ersatte då Fredrick Federley, som innehaft posten i fem år. Han startade hösten 2008 ett liberalt miljönätverk tillsammans med Martin Sjöberg. Engagemanget för detta nätverk har lett till öppen kritik bland annat mot det egna partiet och krav på klimatbistånd, något som senare genomfördes av Alliansen. Demervalls miljöpolitik utgår från ekonomiska incitament snarare än förbud som politiskt styrmedel för att driva ekonomisk och teknisk utveckling på miljöområdet.
Demervall har länge arbetat för att LAS, Lagen om anställningsskydd, ska reformeras och under 2009 nådde Demervall framgång när hans arbete med partiets inställning till LAS bar frukt och Centerpartiets officiella hållning blev att reformera LAS avsevärt. Därefter har även andra allianspartier öppnat för förändringar av LAS.
Under sin tid som förbundsordförande var Demervall, liksom flertalet andra ungdomspolitiker, aktiv motståndare till Ipred-lagen och FRA-lagen. Han var först inom alliansens ungdomsförbund att öppet kritisera IPRED-lagen. Han har också starkt kritiserat FRA och drivit på partiet. Vidare har Demervall föreslagit inrättandet av en författningsdomstol i syfte att skydda den personliga integriteten. Demervall är integritetscertifierad av Centerpartiets integritetsnätverk och CenterUpproret.
Andra frågor Demervall varit aktiv i är frågor rörande bostadsfrågor och marknadshyror. Han var den som startade uppropet inom hela Centerpartiet för vård av papperslösa, ett upprop som 70 kommun- och landstingspolitiker runt om i landet skrev under och som slutligen innebar att Centerpartiet och till sist Alliansen genomförde vård för papperslösa.
Demervall kandiderade till riksdagen i valet 2010. På nomineringsstämman i Stockholms läns distrikt den 21 november 2009 beslutades det att han i enlighet med medlemsomröstningen skulle stå på en fjärdeplats på valsedeln i valet. 2010 hamnade Demervall i blåsväder efter att han i en bloggpost felaktigt beskrivit en facklig demonstration som "olaglig".
Demervall blev 2012 utsedd av Veckans Affärer till en av Sveriges supertalanger.
Under 2011 var Magnus Demervall kommunalråd i Solna, där han också var bland annat vice ordförande i  Miljö- och hälsoskyddsnämnden. Han efterträddes som kommunalråd av Anna C Nilsson.
Magnus Demervall efterträddes 2011 som förbundsordförande för CUF av Hanna Wagenius.